# Lee Jong-ho
Lee Jong-ho, (Seul, 24 de fevereiro de 1992) é um futebolista sul-coreano que atua como atacante no Jeonbuk Hyundai Motors.